# Het 20ste Cavalerie
Het 20ste Cavalerie (Le 20ème de cavalerie) is het zevenentwintigste album in de Lucky Luke-stripreeks. Het verhaal is geschreven door René Goscinny en getekend door Morris. Het album werd in 1965 uitgegeven door Dupuis.

## Inhoud
In het gebied Wyoming is vrede gesloten met de plaatselijke indianen. Wanneer de kolonisten niet op bizons jagen, zullen de indianen hen de vrije doorgang geven. Om de rust te vrijwaren, is in Fort Cheyenne een regiment-cavalerie gestationeerd (het 20e Cavalerie). Wanneer de kolonel van het regiment, de opvliegerige MacStraggle, hoort dat de indianen een kolonist hebben aangevallen en ook nog eens beweren dat er door hen op bizons gejaagd is, stelt de kolonel dat hen niets ten laste valt. De indianen verzaken aan pijl-en-boog maar nemen de vuurwapens ter hand en er breekt er bijna een oorlog uit. Om de vrede te bewaren wordt Lucky Luke naar Fort Cheyenne gestuurd om MacStraggle bij te staan, naast uit te zoeken wie de bizons dan heeft gedood. Lucky Luke ontdekt, na het bekomen van een onderhoud met het opperhoofd (Dolle Hond), dat onder de indianen een blanke is, Derek Flood, die als vriend der indianen is opgenomen. Lucky Luke vermoedt, wat MacStraggle overigens zelf bevestigt, dat Flood een afvallige is, die beide partijen tegen elkaar uitspeelt om wraak te nemen op het 20e Cavalerie, dat hem ooit weggestuurd heeft. Toch weet Luke een vredesonderhandeling te bekomen en Dolle Hond onderhandelt met MacStraggle. De witte vlag wordt echter aan het eind van de onderhandeling naar beneden geschoten, waarop de kolonel het opperhoofd gevangenneemt. Flood bevrijdt Dolle Hond diezelfde nacht nog en belegert algauw het fort, met de hulp van naburige stammen.
Om de patstelling zo snel mogelijk te doorbreken, gaat Lucky, samen met een soldaat (Grover MacStraggle, de zoon van de kolonel, en vaak mikpunt van straffen en corvee) hulp halen, in de vorm van de grotere regimenten in de nabijgelegen stad. Wanneer deze hulp komt, geven de indianen zich over, zeker wanneer Flood zijn mond onbedoeld voorbijpraat, gefrustreerd dat de indianen niet blindelings tot de aanval overgaan; Flood wordt ontmaskerd als de doder van de bizons en prompt uitgeleverd aan de cavalerie. De cavalerie en de indianen komen weer tot een compromis (met vredespijp vol zware tabak) en alles is weer in orde, waarop Lucky Luke de cavalerie verlaat, net als Grover weer maar eens met corvee wordt gestraft.

## Achtergronden bij het verhaal
- Het verhaal sluit aan op De Zwarte Heuvels, hoewel het niet na dit album verscheen. Hierin wordt het gebied Wyoming voor kolonisatie opengesteld. Ook het personage Dolle Hond komt in beide albums voor.
- Kolonel MacStraggle is een karikatuur van filmacteur Randolph Scott.
- Voor niemendalletjes van inbreuken op het reglement van de cavaleristen wordt één soldaat, die nadien Grover, de zoon van de kolonel, blijkt te zijn, gestraft, meestal met aardappelcorvee of laarzen poetsen. Dit is een parodie op het vaak geestdodende corveewerk dat onwillige soldaten als straf krijgen voor soms wel heel erg kleine vergrijpen.
- Fort Cheyenne bestaat echt, of heeft dat gedaan, en is in zijn geschiedenis vaak het strijdtoneel geweest van bloederige schermutselingen tussen indianen en de cavalerie. Tegenwoordig is het een erg populaire naam voor speelgoedversies van een cavaleriekamp, zoals onder meer bij Playmobil of Joytoys.
- Het regiment heeft echt bestaan, en bestond uit Virginians die tijdens de Amerikaanse Burgeroorlog aan de kant van de Confederatie hebben gevochten. Als eerbetoon aan hun stoutmoedige doch ridderlijke gedragingen in de strijd, en teneinde MacStraggles opvliegende karakter meer te kaderen, werd het regiment in de strip naar hen gemodelleerd.